# آسکوم
آسکوم (انگلیسی: Ascom) شرکت مخابرات سوئیسی است، که در سال ۱۹۸۷ تأسیس شد.